# Günter Engelhard

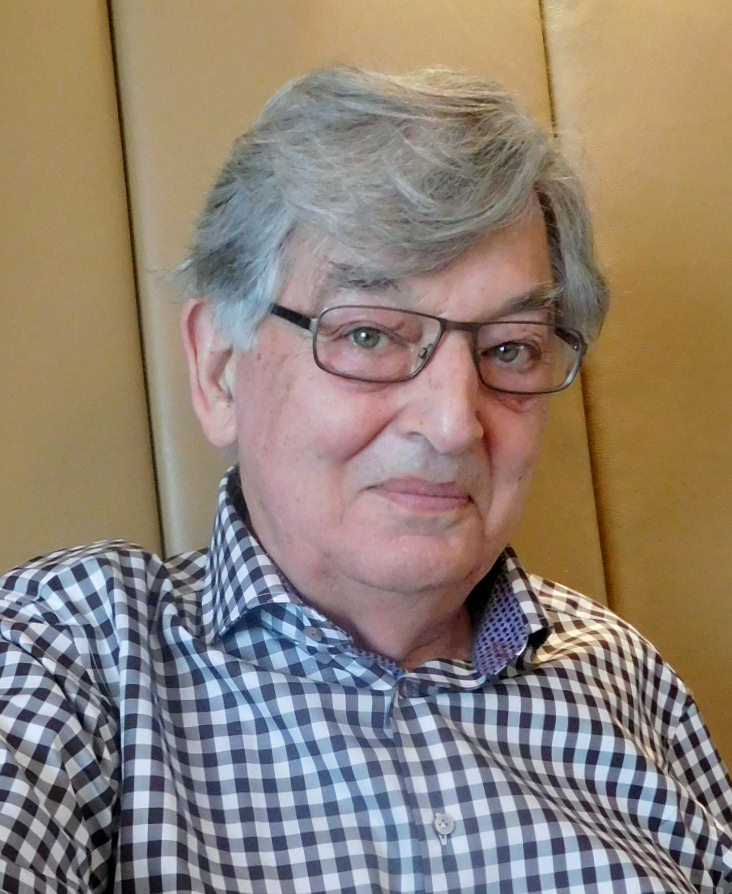
Günter Engelhard (2016)

Ernst Günter Engelhard (* 19. Januar 1937 in Frankfurt am Main; † 20. August 2021 in Berlin) war ein deutscher Feuilletonjournalist und Publizist.

## Leben

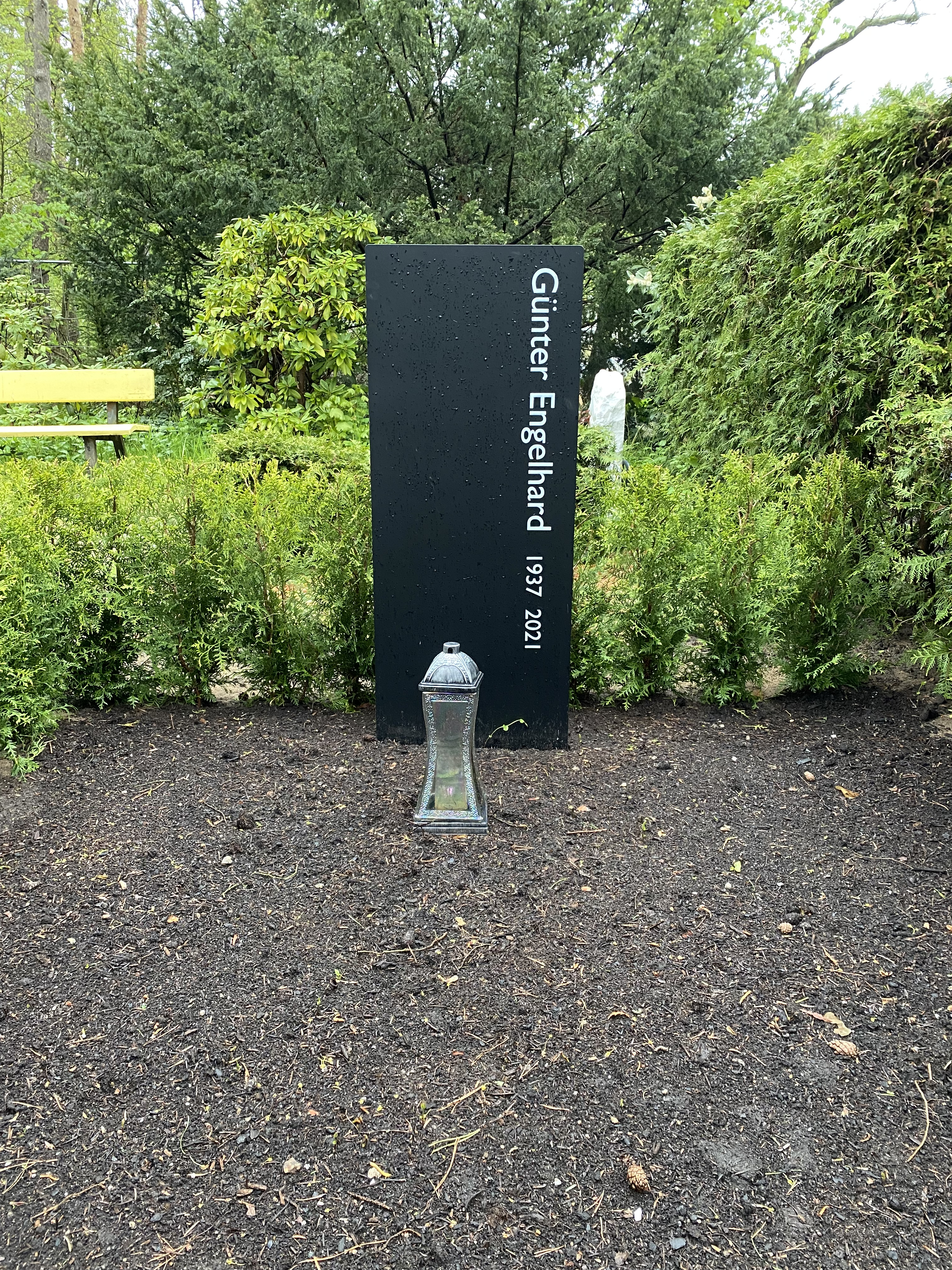
Grabstätte auf dem Waldfriedhof Dahlem

Engelhard wurde als Sohn des Schreinermeisters Emil Engelhard und seiner Ehefrau Hedwig (geb. Schneider) geboren.  Nach dem Besuch des humanistischen Heinrich-von-Gagern-Gymnasium in Frankfurt volontierte er beim Fränkischen Volksblatt (heute Main-Post) in Würzburg. Ab 1959 arbeitete Engelhard als Redakteur im Kulturbereich verschiedener Zeitungen, unter anderem für den Weser-Kurier in Bremen und Christ und Welt in Stuttgart. Er galt als früher publizistischer Wegbegleiter von Joseph Beuys.
1970 wurde Engelhard Feuilletonchef der Frankfurter Rundschau, die er 1972 wieder verließ, um Chefdramaturg unter der Intendanz von Ulrich Brecht am Düsseldorfer Schauspielhaus zu werden. 1973 wechselte er zur Wochenzeitschrift Christ und Welt. 1975 erhielt er, als Redaktionsmitglied der Deutsche Zeitung - Christ und Welt, den Theodor-Wolff-Preis.
Daneben beobachtete Engelhard die europäische Kunst- und Theaterszene für zahlreiche Zeitungen und Zeitschriften. Er schrieb bereits seit Ende der 1960er Jahre Artikel für Epoca und die schweizerische Kulturzeitschrift Du. Es folgten Berichte und Essays im Wirtschaftsmagazin Capital, dem Westdeutschen Rundfunk und die regelmäßige Mitarbeit im Kulturteil der schweizerischen  Wochenzeitung Die Weltwoche in den 1980er Jahren. Engelhard war seit der ersten Ausgabe 1979 Autor des Kunstmagazins art.
Engelhard lebte und arbeitete in Berlin und Südfrankreich. Er war Mitglied des Internationalen Kunstkritikerverbandes (AICA). Er erhielt seine letzte Ruhestätte auf dem Waldfriedhof Dahlem (Feld 011-140). 

## Auszeichnungen
- 1975: Theodor-Wolff-Preis für Kultur

## Schriften
- Rudolf Hausner, Verlag Galerie Welz, Salzburg 1974, ISBN 3-85349-041-7
- Rudolf Hausner, Das Adam-Bewußtsein, Brusberg Dokumente 6, Galerie Brusberg, Hannover 1975
- mit Horst Schäfer, Walter Schorbert, 111 Meisterwerke des Films. Das Video-Privatmuseum,  Fischer Taschenbuch Verlag, Frankfurt am Main 1989, ISBN 3-596-24497-8
- Sex-Appeal der Künstler. Aufbruch 1968: Die Szene in Angelika Platens Visier, in: Angelika Platen Artists, Edition Stemmle: Zürich, New York 1998, ISBN 3-908161-55-X
- Hg., Angelika Platen – Artists, Hatje Cantz, Ostfildern 2010, ISBN 978-3-7757-2653-5